# Дарвинова жутика
Дарвинова жутика (Berberis darwinii Hook.) је врста коју је открио Чарлс Дарвин током свог путовања бродом „Бигл“ 1835. године, и по њему добила име. Синоними су Berberis costulata Gand., Berberis darwinii var. magellanica Ahrendt, Berberis knightii (Lindl.) K.Koch, Mahonia knightii Lindl.

## Ареал
Врста је пореклом из Јужне Америке, Патагоније (југ Чилеа и југ Аргентине), где настањује влажна сеновита шумска планинска станишта.

## Опис врсте
Зимзелен трновит жбун висине 3-3,5 m, густо разгранат од земље. Гранчице са трорежњевитим трновима 2–4 mm дугим.
Наизменични листови су овални, тамномаслинастозелени, дуги 12–25 mm и 5–12 mm широки, оштро назубљени. Лице листова је сјајно, а наличје бледо жутозелено; јављају се 2–5 заједно.
Цвета од априла до маја, хермафродитним цветовима (4-5 mm) чија је боја од тамнонаранџасте до светложуте. Цветови су у гроздастим цвастима дугим 2-7 cm.
Плод – бобица, сазрева у рано лето (јуна-августа) мењајући боју од зелене до тамноплаве. Дужина бобице је око 7 mm, а свака бобица садржи најчешће два семена тамнобраон до црне боје, 4-5 mm дужине 3 mm ширине, сјајно, са благим удубљењем на бочним, заравњеним странама .

## Биоеколошке карактеристике
Добро подноси ниске температуре до -15оC. Прилагодљива је свим врстама земљишта укључујући и плитка и сува, али највише јој одговара топло, влажно, иловасто земљиште и полусенка. Не подноси јаке ветрове. Медоносна је врста.

## Значај
Дарвинова жутика добро подноси интензивно орезивање на пањ јер се брзо и лако обнавља. Због тога је врло погодна за формиране живе ограде, али и слободно растуће када лучно повијене гране препуне цветова изгледају врло атрактивно. Због добро развијеног корена примењује се за спречавање ерозије. Лако се укршта са другим врстама жутика па је добар родитељ за међуврсне хибриде. Масовно се шири семеном преко плодова које птице конзумирају тако да је потенцијално инвазивна. На Новом Зеланду представља озбиљну претњу аутохтоним врстама и проглашена је инвазивном .
Плод је јестив, иако врло кисео; радо га једу птице чак кад је незрео. Могућност коришћења плода у конзумне сврхе позната је још од предколумбовских времена код јужноамеричких племена.

## Размножавање
Семе Дарвинове жутике има изражену дормантност ембриона па се препоручује стратификација. Третман од 3 месеца није довољан да би се она превазишла; четворомесечне и петомесечне стратификације у перлиту и без супстрата (гола стратификација) дале су различит успех. Стратификација у перлиту је код четворомесечног и код петомесечног третмана дала добру клијавост – око 73%, док је гола стратификација дала знатно лошије резултате.
Поред размножавања семеном, може да се размножи и полузрелим резницама у јесен или зиму.